# Büyükdağ, Dikmen
Büyükdağ là một xã thuộc huyện Dikmen, tỉnh Sinop, Thổ Nhĩ Kỳ. Dân số thời điểm năm 2011 là 175 người.